# Innerviksfjärdarna (naturreservat)
Innerviksfjärdarna är ett naturreservat i Skellefteå kommun i Västerbottens län.
Området är naturskyddat sedan 1985 och är 1 530 hektar stort. Reservatet omfattar de inre havsvikarna och natur däromkring söder om Skellefteälvens utlopp i havet. Reservatet består av lövsumpskogar.